# Giddy Potts
Giddy Potts (Athens, Alabama, 8 de agosto de 1995) es un baloncestista estadounidense que pertenece a la plantilla del Urania Basket Milano de la Serie A2 italiana. Con 1,88 metros de estatura, juega en la posición de escolta.

## Trayectoria deportiva

### Universidad
Jugó cuatro temporadas con los Blue Raiders de la Universidad Estatal Middle Tennessee, en las que promedió 12,3 puntos, 4,3 rebotes, 1,5 asistencias y 1,1 robos de balón por partido. Acabó su carrera con 100 victorias, el mejor balance de la historia de su universidad junto a su compañero Edward Simpson, y con 1645 puntos anotados, la segunda mejor marca de la historia de los Blue Raiders.
En su primera temporada fue incluido en el mejor quinteto de novatos de la Conference USA, mientras que en 2016 y 2017 lo fue en el tercer mejor quinteto absoluto y, ya en su último año, en el segundo.

### Profesional
Tras no ser elegido en el Draft de la NBA de 2018, el 7 de agosto firmó su primer contrato profesional con los Incheon ET Land Elephants de la Korean Basketball League. Allí completó una temporada en la que promedió 19,0 puntos y 5,6 rebotes por partido.
El 18 de agosto de 2019 fichó por el Basket Ravenna de la Serie A2 italiana. Hasta el momento de la paralización de la competición por el coronavirus, estaba promediando 16,6 puntos y 6,0 rebotes por encuentro.
El 17 de diciembre de 2020, firmó por el ZZ Leiden de la Dutch Basketball League holandesa.